# 발렌티나 삼파이우
발렌티나 삼파이우(Valentina Sampaio, 1996년 12월 10일~)는 브라질의 모델, 배우이다. 빅토리아 시크릿에서 기용한 최초의 트랜스여성 모델이다.